# ロデリック・ファース
ロデリック・ファース（Roderick Firth、1917年1月30日 - 1987年12月22日）は、アメリカ合衆国の哲学者。1953年から亡くなるまでハーバード大学の哲学教授を務めた。

## 学歴
1943年、ハーバード大学で哲学博士号を取得。学位論文のタイトルは「センス・データと還元原理」（Sense-Data and the Principle of Reduction）。

## 経歴
ブラウン大学で教鞭をとった後、1953年にハーバード大学の教授に就任した。ファースは倫理学における理想的観察者理論や、根源的経験主義についての研究で知られている。彼はまた、「概念の整合説」（coherence theory of concepts）と呼ばれる、真理の整合説とも正当化の整合説とも異なるタイプの意味論的全体主義を擁護していた。ファースは概念形成の本性と認識的特権に関する自身の見解について、ウィルフリッド・セラーズと論争し、C・I・ルイスの見解を擁護した。